# پستوی سلولوئید
پستوی سلولوئید (به انگلیسی: The Celluloid Closet) فیلمی مستند به کارگردانی و نویسندگی راب اپستاین و جفری فریدمن است که در سال ۱۹۹۵ منتشر شده‌است. این فیلم بر اساس کتاب فعال حقوق اقلیت‌های جنسی، ویتو روسو به همین نام، ساخته شده‌است که در سال ۱۹۸۱ منتشر شد. فیلم، شخصیت‌هایی با خصیصه‌های همجنس‌گرایی مردانه، همجنس‌گرایی زنانه، دوجنس‌گرایی و تراجنسیتی را به تصویر می‌کشد. در آوریل ۱۹۹۶، فیلم به صورت محدود در سالن‌های منتخب به نمایش درآمد و کانال کابلی اچ‌بی‌او آن را نمایش داد.